# Tüköry utca
A Tüköry utca egy rövid, mindössze néhány épületből álló utcácska Budapest V. kerületében.
Az Arany János utca és a Széchenyi utcák között ad összeköttetést. Mivel egyik irányban sincs folytatása, gyakorlatilag egy köz. Az Arany János utcai sarkán áll az Emberi Erőforrások Minisztériuma irodaháza.

## Története
Az 1700-as évek végén történt kialakítása mérnöki tervezések alapján. 1850-ben a Spiegel Gasse nevet kapta, mivel a terület, ahol létrehozták a Spiegel család tulajdonában volt. A család még 1831-ben nemesi rangot szerzett és névmagyarosítási engedélyt kapott, így onnantól Tüköry néven éltek tovább. Az utcanév ezt figyelmen kívül hagyva maradt a régi egészen 1879-ig, amikor a magyarosítás az utcaneveket is elérte. Ekkor szó szerint lefordítva a német Spiegel szót Tükör utca lett az új neve. 1960-ban aztán a történelmi hagyományokat is figyelembe véve a Tüköry család egyik híres leszármazottja, a Garibaldi oldalán is harcoló Tüköry Lajos után Tüköry utca lett a neve.